# 210-ті до н. е.

## Події
- правління в Сирії царя Антіоха III Великого;
- Почалася Друга Пунічна війна (218—202 до н. е.). Між Римською республікою та Карфагеном, початок завоювання Римом Іспанії, остаточне закріплення на Сицилії.
  - 219 до н. е. Облога Сагунту Ганнібалом.
  - 218 до н. е. Битва при Циссі, внаслідок перемоги римляни почали контролювати північний схід Іспанії.
  - 217 до н. е. Морська битва при Ебро (біля Іспанії) — перемога римлян.
  - 2 серпня 216 до н. е. Битва при Каннах (Пд. Сх. Італія). Перемога Ганнібала (Карфаген).
  - 214—212 рр до н. е. Облога Сиракуз — остаточне закріплення римлян на Сицилії.